# 蒙斯特 (印地安納州)
蒙斯特（英語：Munster）是一個位於美國印地安納州萊克縣的城鎮。

## 人口
根據2010年美國人口普查的數據，蒙斯特的面積為19.78平方千米，當中陸地面積為19.54平方千米，而水域面積為0.24平方千米。當地共有人口23,603人，而人口密度為每平方千米1,193人。